# Чемпіонат України з хокею 2016—2017
Чемпіонат України з хокею 2016—2017 — 25-й чемпіонат України з хокею в якому беруть участь шість клубів. ХК «Донбас» вп'яте став чемпіоном України.

## Регламент
Чемпіонат проходить під егідою новоствореної Української хокейної ліги.
Чемпіонат пройде в два етапи: регулярний чемпіонат, де команди зіграють по 40 матчів, та плей-оф для чотирьох найкращих команд, починаючи з півфіналу. УХЛ визначено основні ігрові дні чемпіонату, це — середа, четвер, субота та неділя. Загалом команди зазвичай проводитимуть по два матчі на тиждень.

## Учасники
| Команда         | Місто       | Арена             | Вмісткість |
| --------------- | ----------- | ----------------- | ---------- |
| ХК «Білий Барс» | Біла Церква | ЛА «Білий Барс»   | 450        |
| ХК «Витязь»     | Харків      | «Салтівський Лід» | 450        |
| ХК «Донбас»     | Дружківка   | ЛА «Альтаїр»      | 450        |
| ХК «Дженералз»  | Київ        | ТРЦ «Термінал»    | 1500       |
| ХК «Кременчук»  | Кременчук   | ЛА «Айсберг»      | 500        |
| ХК «Кривбас»    | Кривий Ріг  | «Льодова арена»   | 450        |

## Перший етап

### Результати
| «Білий Барс»   |                            | 3 : 1 1 : 6 9 : 2 7 : 2    | 2 : 3 2 : 5 5 : 4 4 : 3    | 0 : 8 2 : 9 1 : 3 2 : 6     | 2 : 4 1 : 4 2 : 5 0 : 1      | 4 : 6 3 : 5 2 : 0 3 : 4 ОТ |
| ХК «Витязь»    | 5 : 2 6 : 7 4 : 1 3 : 4 ОТ |                            | 3 : 4 2 : 1 ОТ 2 : 4 2 : 6 | 1 : 4 1 : 13 0 : 13 0 : 12  | 2 : 13 1 : 3 5 : 7 3 : 5     | 3 : 4 2 : 10 1 : 8 3 : 8   |
| «Дженералз»    | 4 : 1 3 : 4 ОТ 4 : 0 1 : 7 | 8 : 1 5 : 4 ОТ 8 : 1 4 : 0 |                            | 2 : 1 Б 0 : 0* 0 : 14 0 : 7 | 3 : 1 2 : 3 1 : 3 0 : 12     | 3 : 4 1 : 2 3 : 4 Б 2 : 5  |
| «Донбас»       | 11 : 0 7 : 1 6 : 3 4 : 1   | 7 : 2 10 : 0 8 : 3 8 : 1   | 4 : 0 2 : 3 6 : 0 4 : 2    |                             | 3 : 1 3 : 2 ОТ 4 : 2 0 : 3   | 3 : 1 2 : 0 3 : 0 2 : 3    |
| ХК «Кременчук» | 8 : 2 5 : 2 6 : 1 13 : 0   | 6 : 0 7 : 1 18 : 1 + : -   | 6 : 2 10 : 0 2 : 0 10 : 2  | 2 : 1 3 : 2 6 : 1 4 : 5     |                              | 1 : 4 2 : 1 2 : 0 3 : 1    |
| ХК «Кривбас»   | 6 : 0 7 : 1 4 : 2 4 : 2    | 3 : 2 4 : 2 4 : 1 11 : 1   | 2 : 4 2 : 0 4 : 2 4 : 3 Б  | 3 : 4 0 : 3 1 : 4 3 : 6     | 2 : 1 ОТ 4 : 3 Б 2 : 5 1 : 3 |                            |

Примітки: 

1. Клуб «Дженералз» не вийшов на матч з «Донбасом», за неявку на матч киянам зараховано технічну поразку. 

### Турнірна таблиця
| М | Команда        | І  | В  | ВО | ПО | П  | Ш       | О  |
| - | -------------- | -- | -- | -- | -- | -- | ------- | -- |
| 1 | ХК «Кременчук» | 40 | 32 | 0  | 3  | 5  | 195:67  | 99 |
| 2 | «Донбас»       | 40 | 32 | 1  | 1  | 6  | 213:59  | 99 |
| 3 | ХК «Кривбас»   | 40 | 21 | 5  | 0  | 14 | 141:97  | 73 |
| 4 | «Дженералз»    | 40 | 13 | 2  | 4  | 21 | 102:152 | 47 |
| 5 | «Білий Барс»   | 40 | 8  | 2  | 1  | 29 | 96:192  | 29 |
| 6 | ХК «Витязь»    | 40 | 3  | 1  | 2  | 34 | 80:260  | 13 |

## Другий етап

### Півфінали
|                |   |                | Серія | 1                   | 2                           | 3                   | 4                   | 5                   |
| -------------- | - | -------------- | ----- | ------------------- | --------------------------- | ------------------- | ------------------- | ------------------- |
| ХК «Кременчук» | – | ХК «Дженералз» | 4:0   | 6:2 (1:0, 1:1, 4:1) | 7:0 (2:0, 3:0, 3:0)         | 8:1 (4:1, 1:0, 3:0) | 8:1 (3:0, 0:0, 5:1) |                     |
| ХК «Донбас»    | – | ХК «Кривбас»   | 4:1   | 4:0 (0:0, 4:0, 0:0) | 3:2 ОТ (0:0, 0:1, 2:1, 1:0) | 3:4 (1:2, 1:1, 1:1) | 3:0 (0:0, 2:0, 1:0) | 5:2 (1:0, 1:0, 3:2) |

### Фінал
|                |   |             | Серія | 1                   | 2                           | 3                   | 4                   | 5                   | 6                   |
| -------------- | - | ----------- | ----- | ------------------- | --------------------------- | ------------------- | ------------------- | ------------------- | ------------------- |
| ХК «Кременчук» | – | ХК «Донбас» | 2:4   | 1:3 (0:1, 0:1, 1:1) | 4:3 ОТ (1:1, 1:1, 1:1, 1:0) | 1:3 (0:2, 1:1, 0:0) | 1:2 (0:0, 0:2, 1:0) | 4:1 (1:0, 1:1, 2:0) | 1:2 (0:0, 1:2, 0:0) |

## Чемпіон
Склад чемпіонів:
Воротарі
- Богдан Дьяченко[pl]
- Євген Царегородцев
- Сергій Люльчук

Захисники
- Ігор Когут
- Олександр Побєдоносцев
- Мартіньш Яковлєвс
- В'ячеслав Хакімов
- Володимир Алексюк
- Павло Таран
- Всеволод Толстушко
- Денис Петрухно
- Андрій Григор'єв
- Олександр Сирей
- Максим Каменков
- Єгор Карп

Нападники
- Євген Нікіфоров
- Микита Буценко
- Олег Шафаренко
- Віталій Лялька
- Роман Благий
- Володимир Чердак
- Єгор Єгоров
- Віктор Захаров
- Денис Кочетков
- Артем Бондарєв
- Шаміль Рамазанов
- Ігор Шаманський
- Сергій Бабинець
- Єгор Безуглий
- Павло Большаков
- Дмитро Німенко
- Вадим Мазур
- Ярослав Свищев
- Олексій Ворона
- Дмитро Дем'янюк
- Владислав Гаврик
- Олексій Автаєв (Білорусь)
- Дмитро Голденков

|                            |
| «Донбас» Донецьк 5-й титул |